# Ahmad Shah de Pahang
Sultán Haji Ahmad Shah Al-Musta’in Billah ibni Almarhum Sultán Abu Bakar Ri’ayatuddin Al-Mu’azzam Shah (24 de octubre de 1930-22 de mayo de 2019) fue el quinto sultán moderno de Pahang, y también sirvió como el séptimo Yang di-Pertuan Agong de Malasia desde el 26 de abril de 1979 hasta el 25 de abril de 1984.

## Biografía
Nacido a las 12:00 a. m. el viernes 24 de octubre de 1930 en Istana Mangga Tunggal, Pekan, Pahang. fue el único hijo del sultán Abu Bakar Ri'ayatuddin Al-Mu'azzam Shah ibni Almarhum Sultán Abdullah Al-Mu'tassim Billah Shah (que reinó entre 1932–1974) y su consorte oficial y real, Tengku Ampuan Besar Raja Fatimah binti Almarhum Sultán Iskandar Shah Kaddasullah, una princesa de la familia real de Perak.
Estudió en el Malay College Kuala Kangsar, recibió diplomas en administración pública de Worcester College, Oxford y la Universidad de Exeter. Sucedió a su padre como sultán en 1974. Su elección como el séptimo Yang di-Pertuan Agong en 1979 estuvo marcada por la controversia, ya que se dijo que estaba en desacuerdo con el primer ministro entrante, el Dr. Mahathir Mohamad. Sin embargo, los rumores demostraron ser falsos y él demostró ser un gran admirador del primer ministro. Veintidós años antes, su padre, Abu Bakar, perdió cinco votaciones para ser elegido como el primer Agong.
Fue un personaje controvertido y testarudo, que a menudo forzó a sus ministros principales en Pahang a renunciar por diferencias menores. Su pasatiempo favorito era jugar al fútbol, golf, polo y equitación. Sultán Ahmad Shah fue un gran deportista y fue presidente de la Asociación de Fútbol de Malasia (FAM) desde 1984 hasta 2014, presidente de la Confederación Asiática de Fútbol (AFC) hasta 2002 y de la Federación Asean de Fútbol (AFF) 2011.
Su oficial y consorte real, Tengku Ampuan Afzan binti Tengku Panglima Perang Muhammad, miembro de la familia real de Terengganu, sirvió como su Raja Permaisuri Agong, pero murió de cáncer al regresar a Pahang el 29 de junio de 1988. La segunda esposa del sultán Ahmad Shah, Kalsom binti Abdullah (nacida Anita), fue designada como la Sultana de Pahang en 1991.

### Abdicación
Su abdicación como sultán fue decidida por el Consejo Real en una reunión extraordinaria el 11 de enero de 2019. Una enmienda especial fue aprobada en la constitución del Estado que le dio al cuerpo más poder para esta decisión, citando la incapacidad del sultán para gobernar debido a su mala salud. La abdicación entró en vigencia la medianoche del 15 de enero, abriendo el camino a su hijo, Abdullah, para sucederlo como sultán al día siguiente, y posteriormente ser elegido como el próximo Yang di-Pertuan Agong más tarde el mismo mes.